# Pensiero
Pensiero is een compositie van Frank Bridge. Bridge schreef het voor zijn eigen muziekinstrument de altviool en piano. Hij componeerde overigens relatief weinig voor dat instrument, meestal schreef hij eerst voor viool met een latere bewerking voor altviool. Pensiero (Italiaans voor gedachte),wel oorspronkelijk voor altviool, was het eerste miniatuur in een beoogde set van twee. Pensiero wordt gespeeld in tempo andante moderato Het andere, Allegretto, bleef ontvoltooid in de kast. Pensiero is geschreven in f mineur. Het werd later gekoppeld aan Allegro appassionato met dezelfde instrumentatie. Beide stukken waren bedoeld voor Lionel Tertis, befaamd altist, die de verzameling Lionel Tertis Viola Library (1908) aanlegde.
De eerste uitvoering van Pensiero was echter niet voor een echte altist, maar voor violist Audrey Ffolkes (wel op altviool) in een concert met het Allegro appassionato op 24 november 1909 in de Royal Academy of Music. Achter de piano Harald Smith. De twee gekoppelde stukken staan niet alleen qua titel lijnrecht tegenover elkaar. Pensiero in bedachtzaam en treurig; het allegro uitbundig en gepassioneerd.
Uiteindelijk voltooide Paul Hindmarsh, Bridgedeskundige, de oorspronkelijke aanvulling op Pensiero in 1980.

## Discografie
- Uitgave Dutton Vocalion: Tom Dunn met Daniel Tong, een opname uit 2009
- Uitgave Naxos: Enikö Magyar met Tadashi Imai, een opname uit 2009